# خرچنگ زوزیموس
خرچنگ زوزیموس (نام علمی: Zosimus aeneus) نام یک گونه از فروراسته خرچنگ است. این گونه خرچنگ در آب‌سنگ‌های مرجانی در هند و آرام از شرق آفریقا تا هاوایی زندگی می‌کند. اندازه این حیوان ۶۰ در ۹۰ میلی متر با رنگی تقریباً قهوه‌ای است.